# 鶴田桂樹
鶴田 桂樹（つるた けいじゅ、1996年2月28日 - ）は、トップウェストA中部電力ラグビー部に所属するラグビー選手。

## プロフィール
- 山梨県出身[1]。
- ポジションはウィング(WTB)・センター(CTB)
- 身長 172cm、体重 79kg。
- 50ｍ5秒8の俊足
- 兄は新陰流の鶴田光樹。
- 7人制日本代表に選ばれたことがある[2]。

## 略歴
小学校から９年間剣道をしていた。
恩師の勧めで高校からラグビーを始める。
2014年、日川高校卒業後、同志社大学に入る。
2018年、同志社大学卒業後、中部電力ラグビー部に加入。